# Schleifautomat

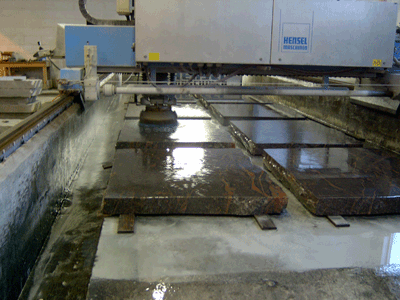
Schleifautomat als Flächenschleifmaschinen

Als Schleifautomaten werden im Steinmetzgewerbe Flächenschleifmaschinen für Naturstein genannt, die im Grunde Halbautomaten sind. Es handelt sich um Maschinen, die Steinplatten oder Steintranchen über eine elektrisch-mechanische Steuerung in Schleifvorgängen bearbeiten. Da in einer bestimmten Reihenfolge Schleifköpfe – grundsätzlich vom Groben zum Feinen – zum Schleifen bis zur Politur eingesetzt werden, wechselt das System diese in der voreingestellten Reihenfolge.
Werden mehrere Schleifautomaten hintereinander aufgereiht, entfällt der Schleifkopfwechsel und erfolgen die Schleifvorgänge im Durchlauf, sprechen die Steinmetzen von einer Schleifstraße.